# Monte Stella (Serre calabresi)
(poesia anonima dell'Ottocento)
Monte Stella (in dialetto pazzanito: A Stida) è una montagna calabrese situata nella Locride a 800 m s.l.m., e precisamente nella vallata dello Stilaro, entro i confini del comune di Pazzano.

## Origine del nome

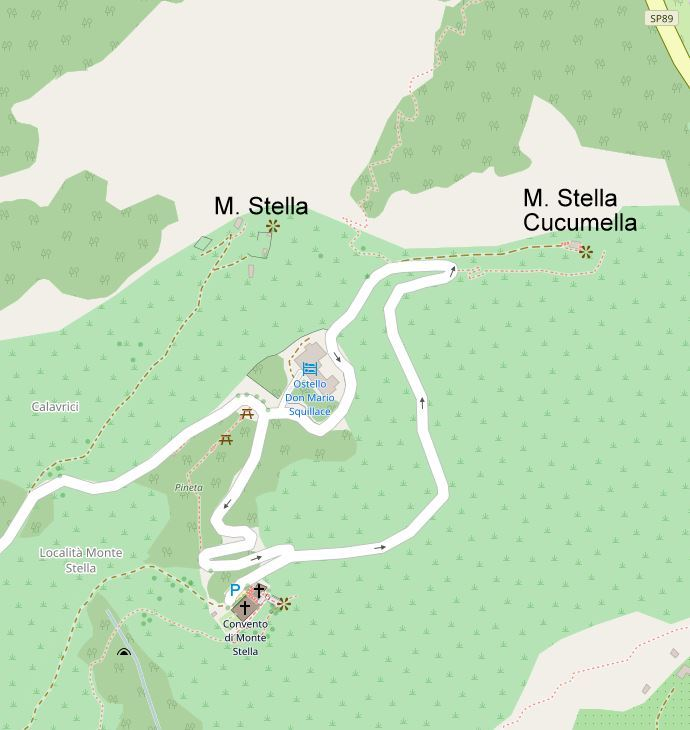
Carta con indicate le vette "Stella" e "Stella - Cucumella" con antenne

Pano di ghisa. Probabilmente prodotto dopo il 1870. Con dicitura “monte stella”. (Proprietà Jorfida).

Il nome del monte prende origine dalla Madonna della Stella ivi posta nella grotta.
Il nome precedente, come citato da Giovanni Fiore da Cropani in Della Calabria illustrata nel XVII secolo era invece di Monte Cucumella.
Il nome Cucumella viene ancora utilizzato per indicare la postazione di alcune antenne televisive (Latitudine: 16,44833	Longitudine: 38,46944) con la dicitura: "Monte Stella - Cucumella" sulla sommità del Monte mentre altre antenne vengono indicate semplicemente come "Monte Stella" (Visibile a valle da Pazzano e ubicate nei pressi del sentiero che porta al paese di Pazzano).

## Storia

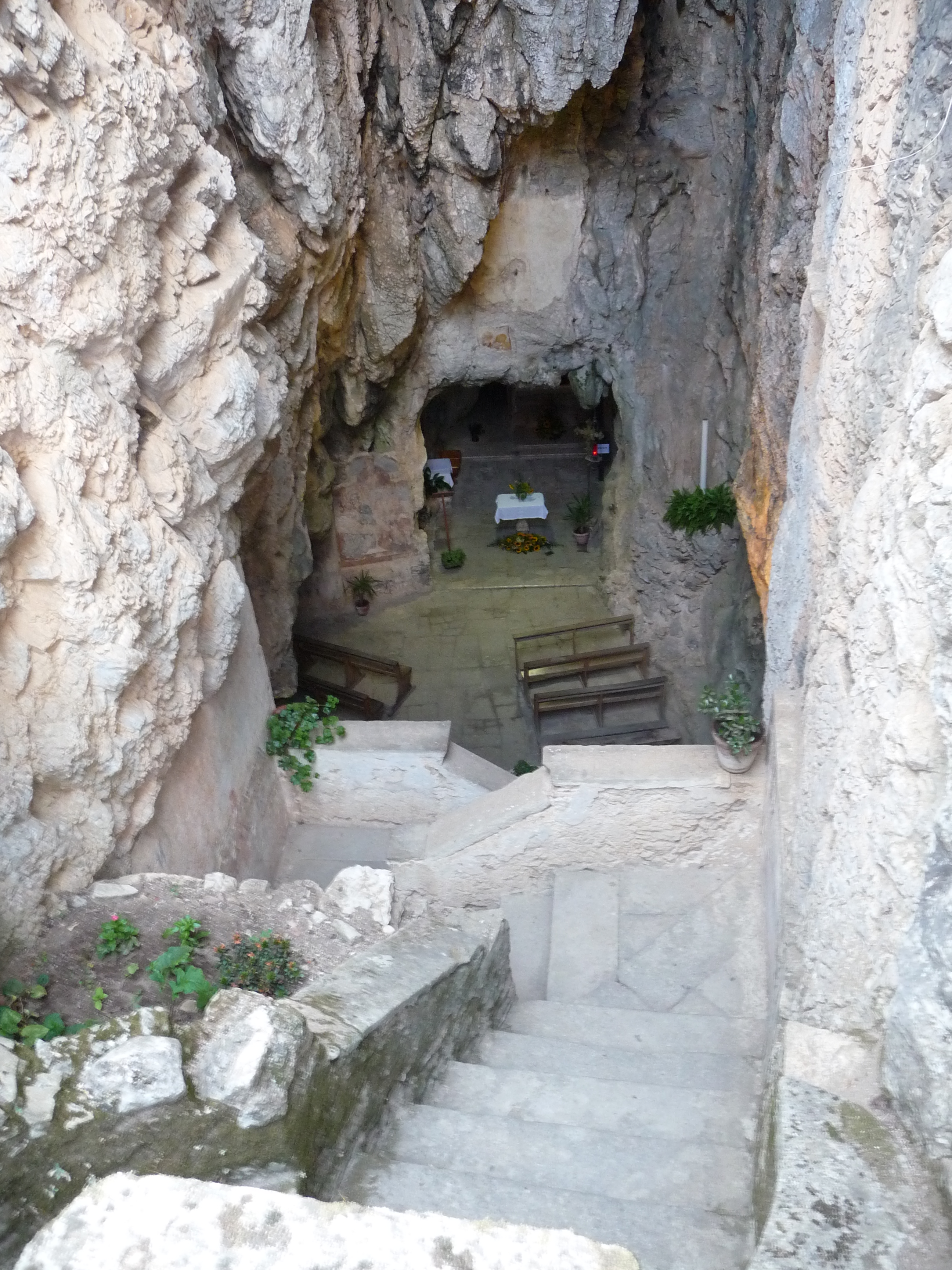
Grotta di Monte Stella

### Medioevo
Verso l'anno 1000 gli abitanti del nuovo villaggio che si formò a valle: Pazzano inizia a sfruttare i giacimenti minerari di ferro del monte.
L'industria è attiva a fasi alterne fino all'avvento del Regno d'Italia poi venne gradualmente abbandonato.
Oggi rimangono solo le bocche delle miniere a testimoniare tali eventi.

### Tra il XV ed i XVII secolo
Fino al XVII secolo monte Stella fu un romitorio per monaci greci dell'impero bizantino che seguivano il culto ortodosso.
Allora la chiesa cattolica temendo sovversioni introduce una congregazione monastica basiliana.
Si sostituì così il culto dell'icona della Madonna con il culto della statua, con poteri taumaturgici.
Venne posta nella grotta precisamente nel 1562 di origine gaginesca, ma vi sono solo ipotesi sullo scultore.

### XX secolo
Il 5 luglio 1920 nasce a Genova la Società Anonima Miniere di Pazzano con a.d. Adolfo Senigallia e Giulio Fiorello e vennero riaperte a Pazzano numerose miniere per l'estrazione di pirite e argento: la galleria Italia e la Piave (ex Umbertello) a Monte Stella.

### Oggi

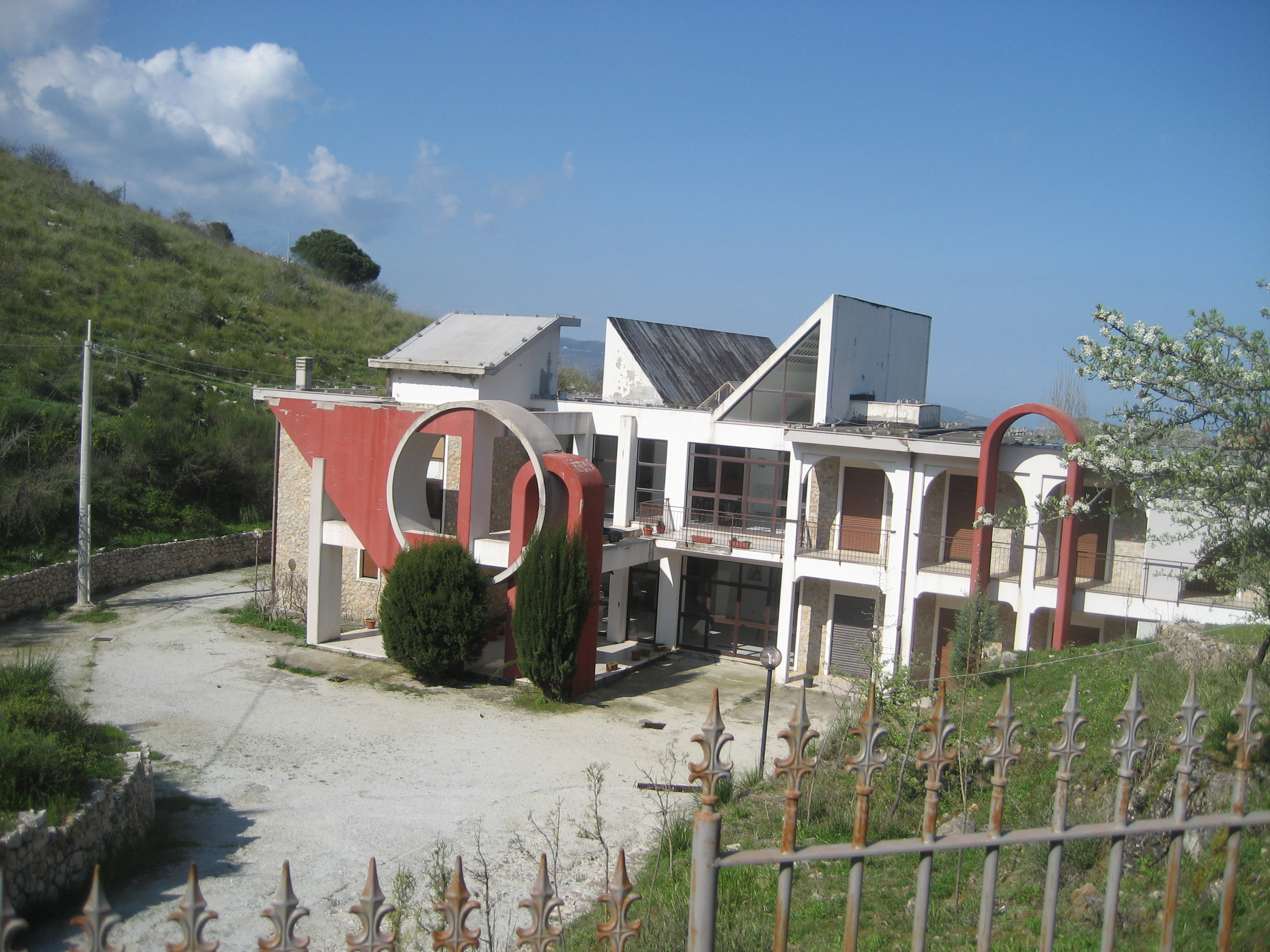
Ostello Don Mario Squillace (ex La Vetta) ad oggi (2021) in stato di abbandono

Negli anni novanta è stato edificato l'ostello La Vetta in cima al monte per i pellegrini e i turisti che visitano la zona. Dal 2008 è stato ribattezzato in onore di don Mario Squillace.

Nei dintorni vi sono anche zone pic nic.
È stato inoltre negli ultimi anni ristrutturato il sentiero, detto U Schicciu, molto ripido che da Pazzano (dalla Fontana Vecchia) porta a monte Stella in circa mezz'ora di cammino.
Dal 2008 è stato anche rimesso a nuovo l'antico sentiero dei monaci basiliani.
Di recente si pensò di impiantare a monte Stella sulla "chjiana dei lacchi" tramite ditte private delle pale eoliche per rifornire i paesi della zona di energia elettrica tramite fonti rinnovabili.

Dalla seconda metà del 2017 partirà la sperimentazione di coltura di pistacchio nell'area.

## Geologia
La montagna è costituita da calcari del Giurassico. Alla base dei calcari, a contatto con le sottostanti filladi del Paleozoico, sono presenti mineralizzazioni di ferro (limonite).

## Miti e leggende

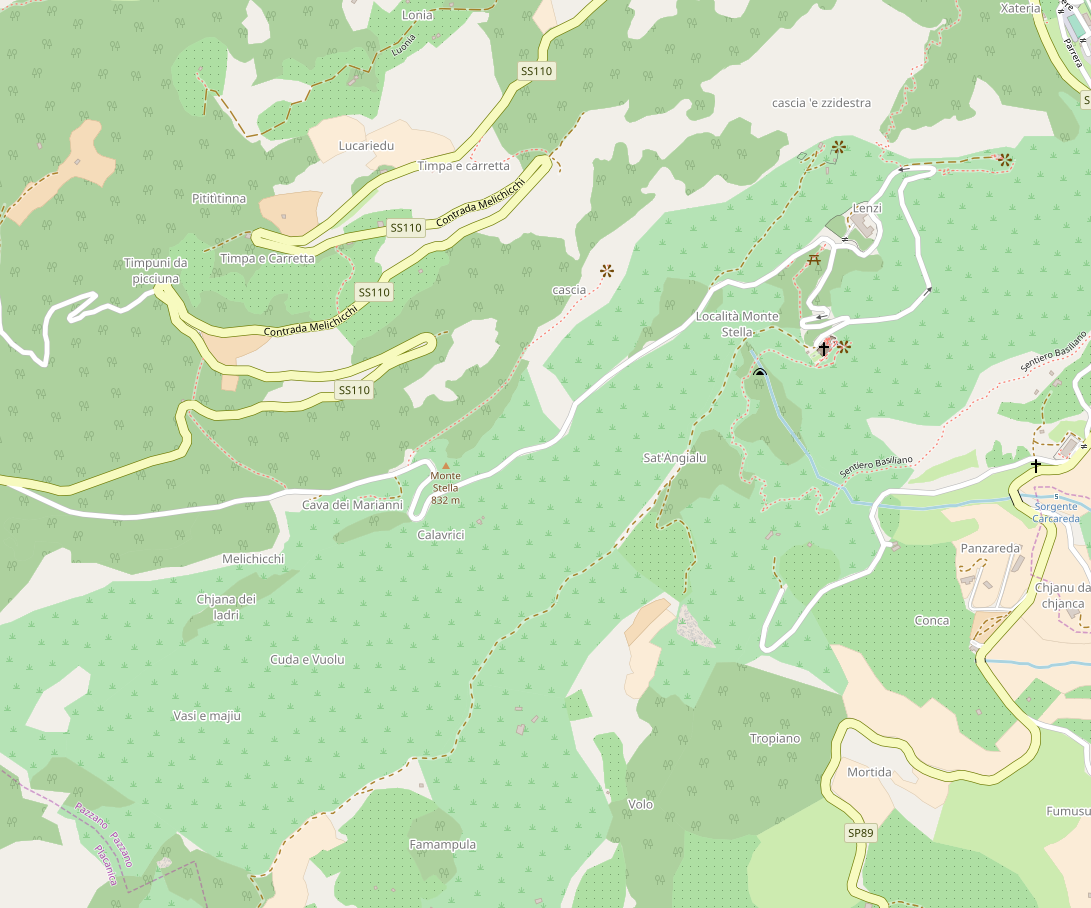
Località di Monte Stella su OpenStreetMap

Tra i vari miti che circondano monte Stella si narra che una volte esso fosse un vulcano e che quindi vi vivesse il diavolo, ma successivamente fu scacciato dalla Madonna.
Da qui allora deriverebbe la devozione per la Madonna della Stella sita in una grotta della montagna.
La leggenda continua, dicendo che nella stessa grotta siano rimasti i segni di questa lotta sia da parte del diavolo che della Madonna.

## Feste
Il 15 agosto di ogni anno si effettua un pellegrinaggio alla grotta santuario della Madonna della stella.
Si sale per una strada di montagna (per sole persone) con una forte pendenza a partire dalla Fontana vecchia del comune di Pazzano e vi si arriva quasi in cima nei pressi della grotta.
La festa celebra l'Assunzione della Madonna che ricorda la Dormitio Virginis bizantina.

## Galleria d'immagini

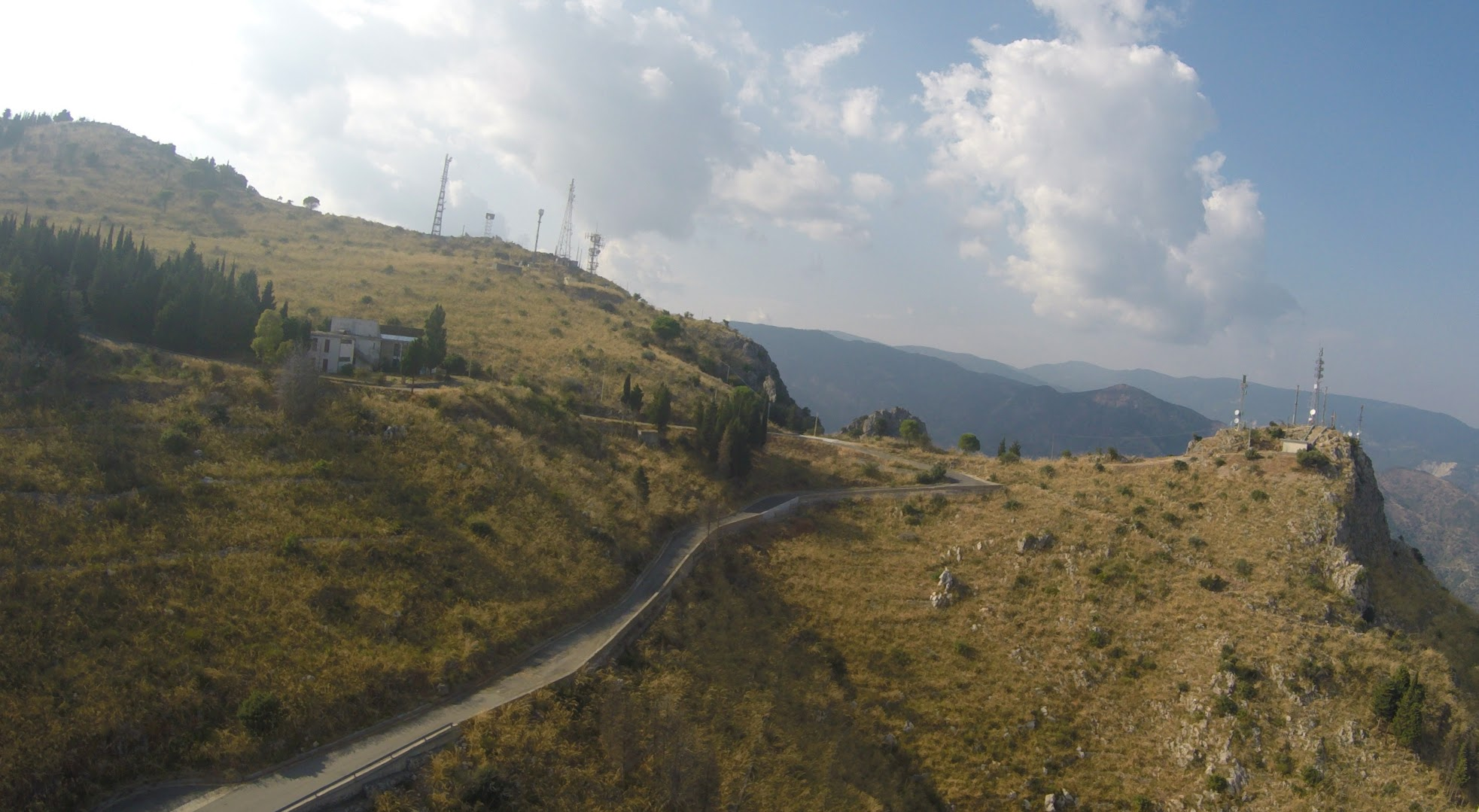
Monte Stella dall'alto: l'ostello e le antenne (agosto 2016)
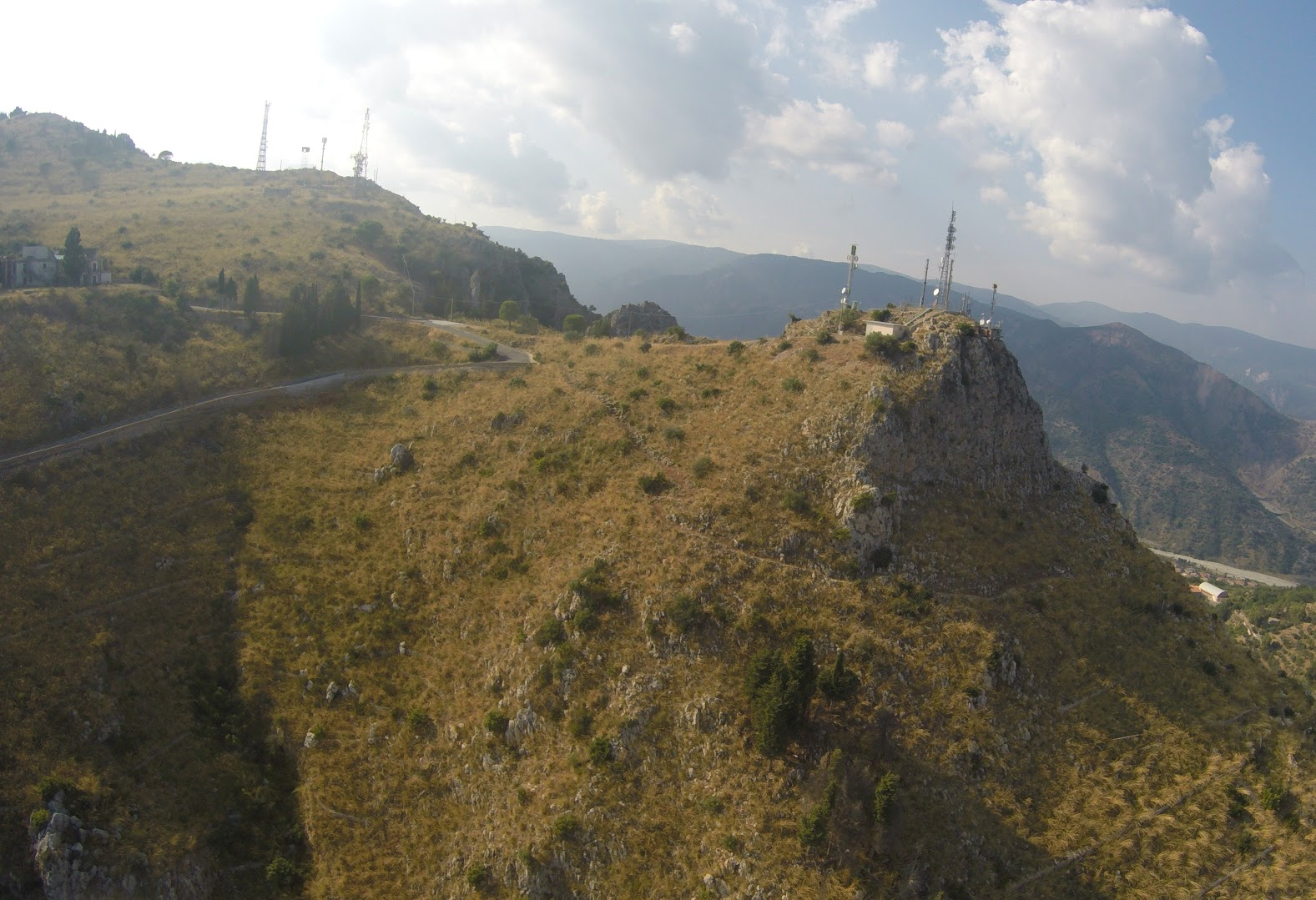
Monte Stella dall'alto: le antenne (agosto 2016)
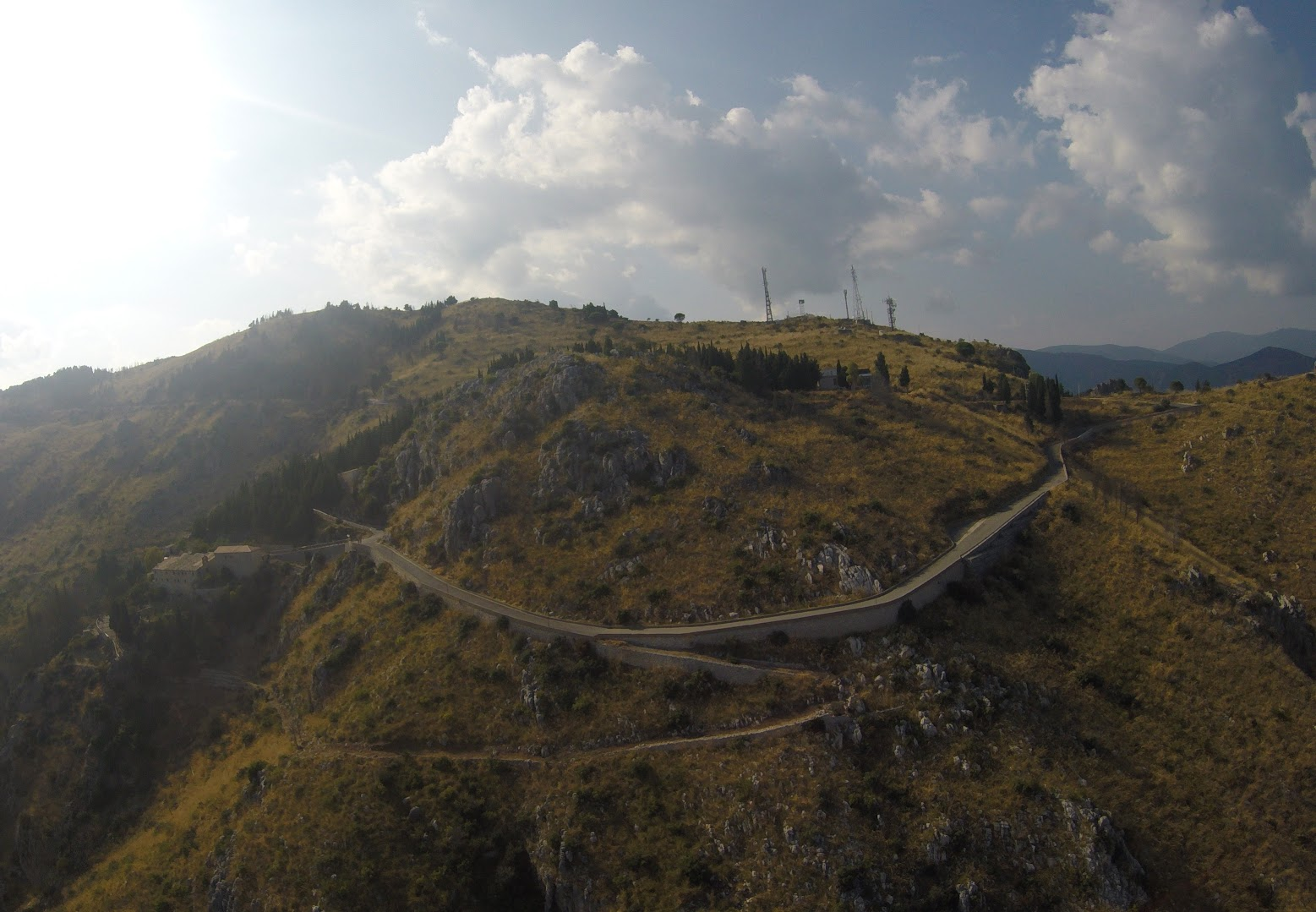
Monte Stella dall'alto: Il convento dell'eremo (agosto 2016)
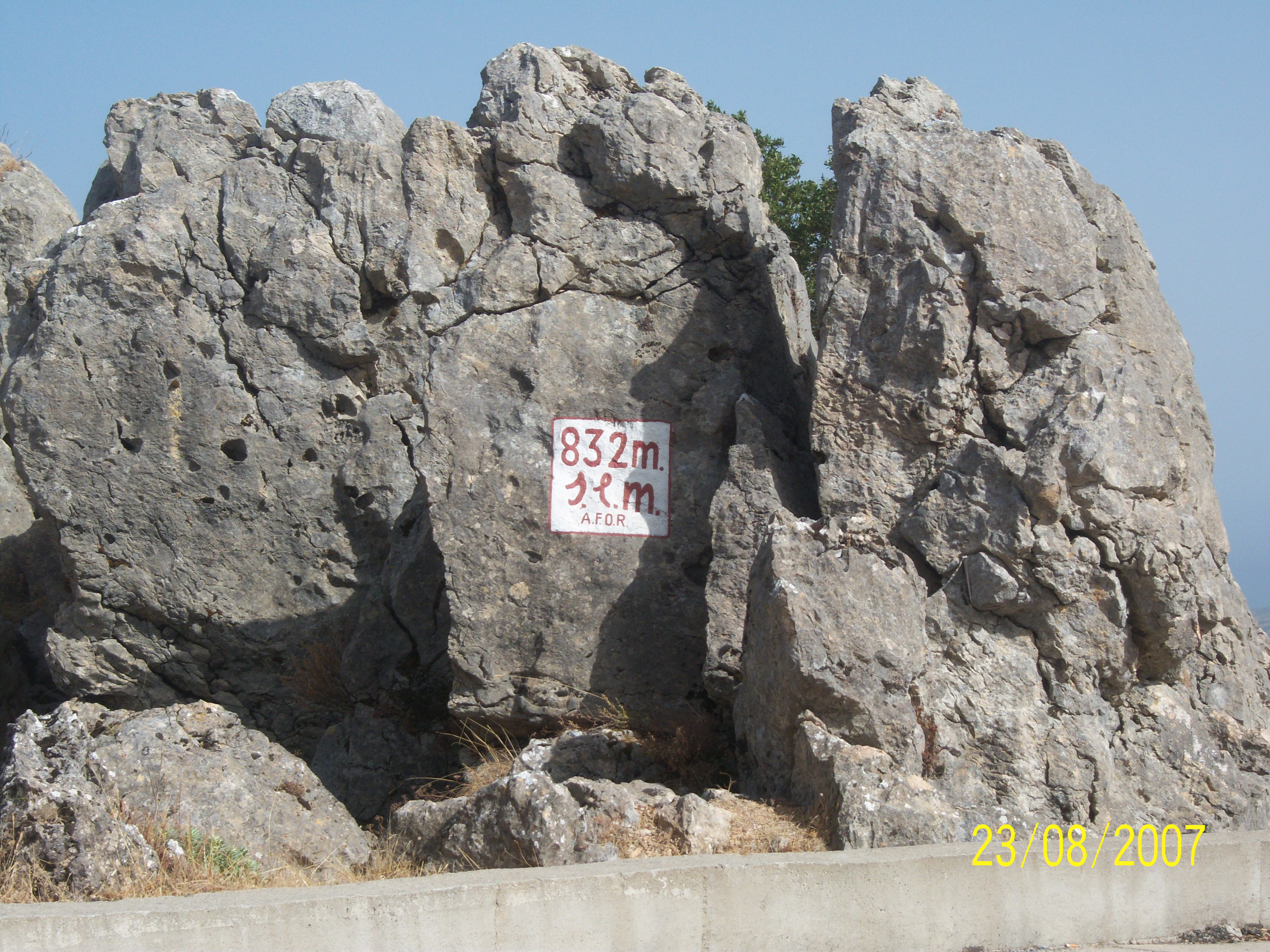
Altezza di monte Stella
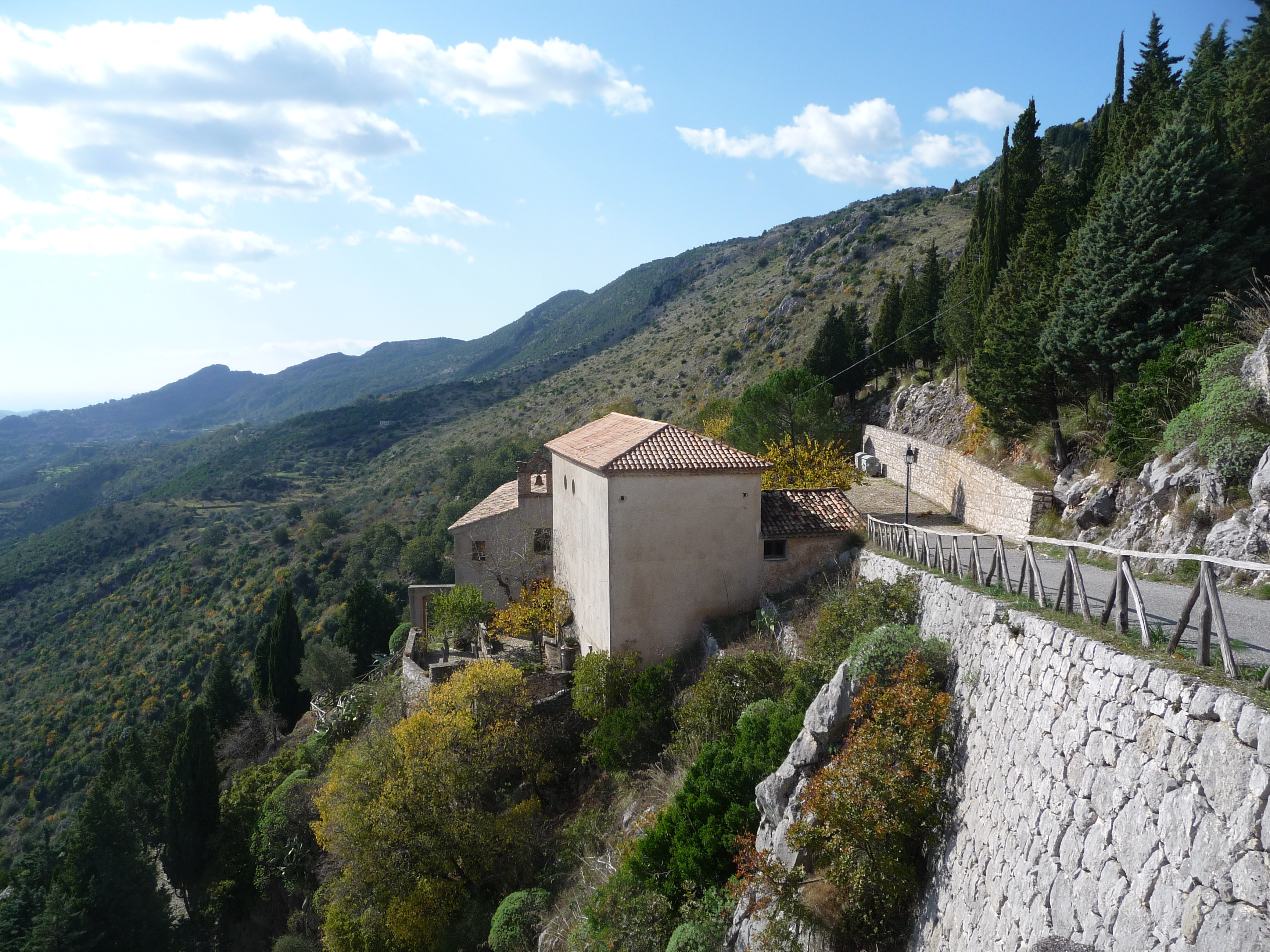
Convento di Monte Stella a Pazzano
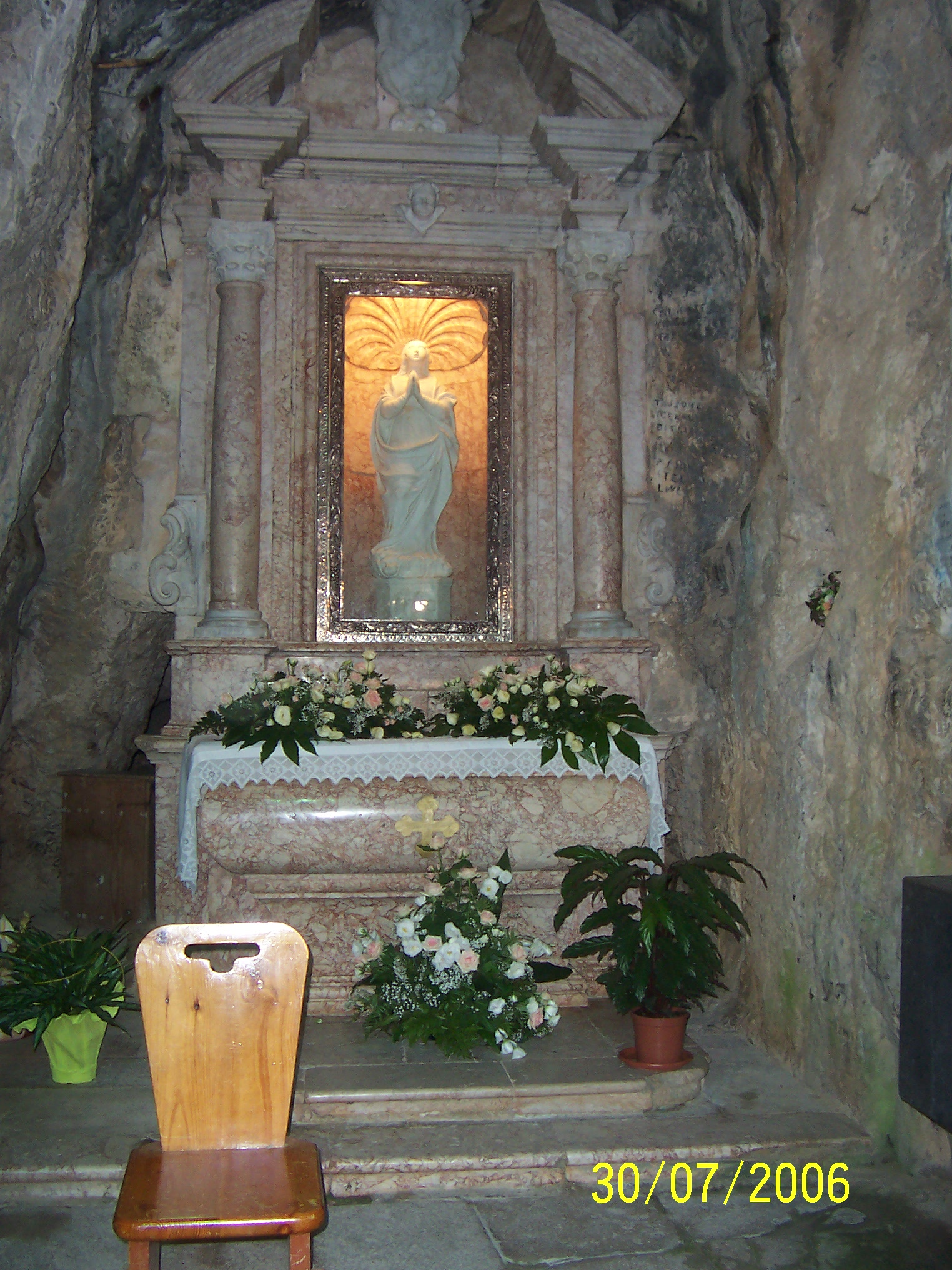
Madonna di monte Stella
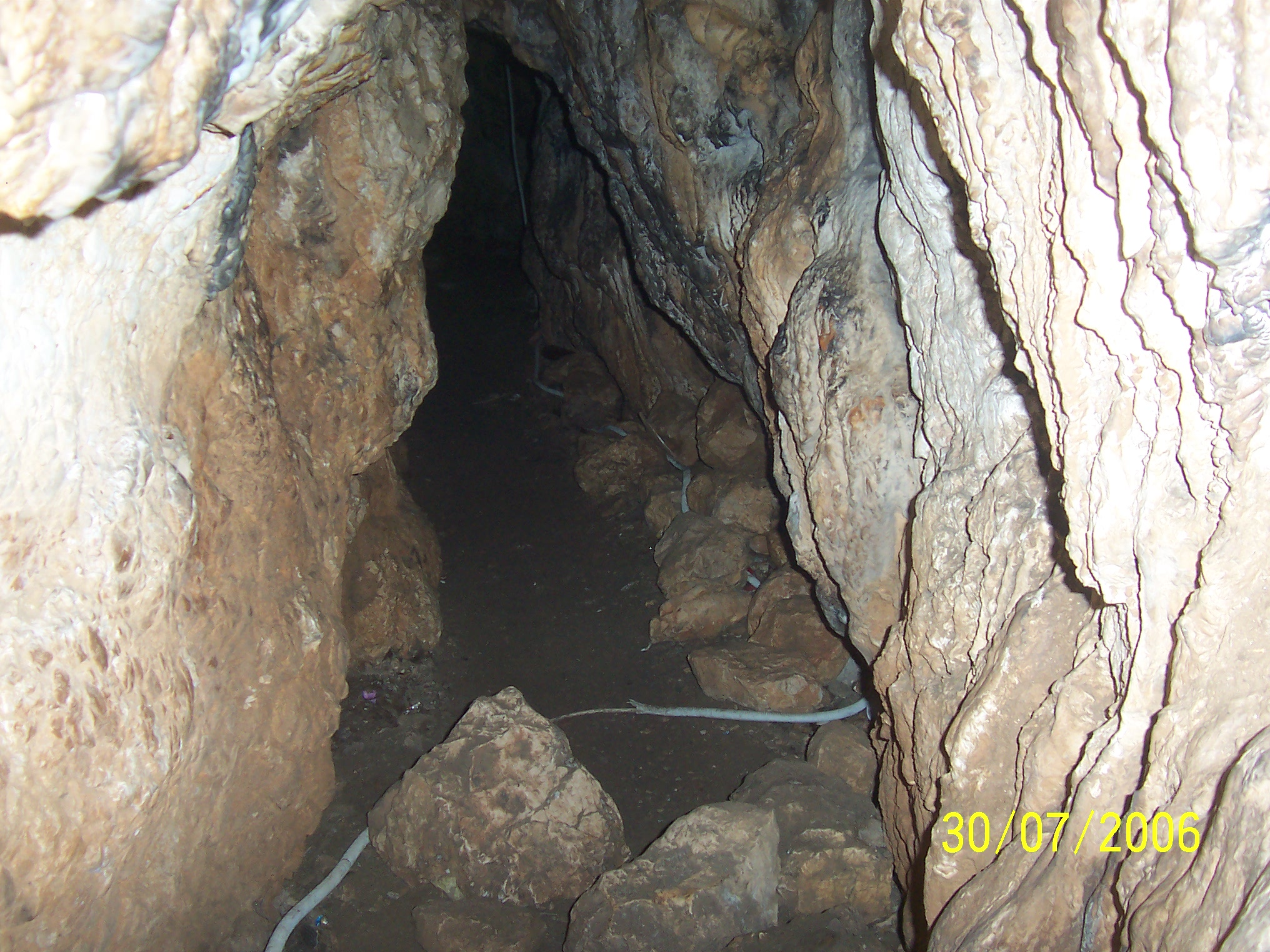
Rimitiedu